# Комитет по ликвидации платных туалетов в Америке

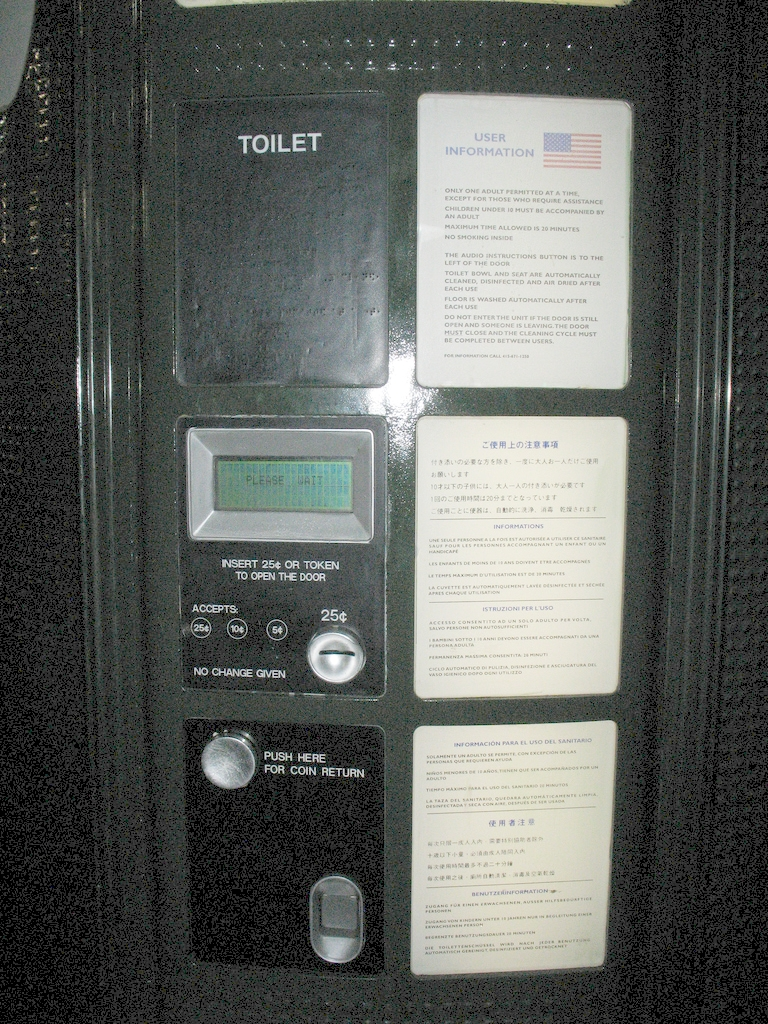
Один из немногих сохранившихся платных туалетов, Сан-Франциско, Калифорния, 2006 год

Комитет по ликвидации платных туалетов в США, или CEPTIA (англ. Committee to End Pay Toilets in America) — созданная в 1970-е годы политическая организация, которая выступала за ликвидацию платных туалетов во многих американских штатах и городах.

## История
Когда естественные функции тела мужчины или женщины ограничены из-за того, что у человека нет при себе мелочи, тогда нет истинной свободы.
Айра Джессел
Комитет был создан в 1970 году девятнадцатилетним Айрой Джесселом и считал своей целью «ликвидировать платные туалеты в США с помощью законодательства и общественного давления».
Начав свой «крестовый поход» на пункты автоматизированной оплаты туалетов, Джессел сказал журналистам: «У вас может быть пятидесятидолларовая купюра, но если у вас нет дайма, то эта металлическая коробка оказывается между вами и облегчением». Членские взносы в эту организацию составляли $0,25, за что её члены получали информационные бюллетени от Комитета, известными под названием «Free Toilet Paper» (игра слов — «Бесплатная туалетная бумага»/«Газета бесплатных туалетов»). Штаб квартира организации (которая насчитывала 1500 членов) располагалась в Дейтоне, штат Огайо, США.
Кроме того организация учредила награду Thomas Crapper Memorial Award, которая вручалась «персоне, сделавшей большой вклад в CEPTIA и борьбу за бесплатные туалеты».
В 1973 году Чикаго стал первым городом в США, где муниципальный совет проголосовал за запрет платных туалетов в этом городе поддержкой 37 голосов против 8. По крайней мере один источник утверждал, что это был «…прямой ответ, по-видимому, на действия CEPTIA».
По сообщениям Wall Street Journal, в 1974 году в США было по крайней мере 50 тысяч платных туалетов. Несмотря на то, что этот бизнес процветал, CEPTIA работал весьма успешно над его запретом в Нью-Йорке, Нью-Джерси, Миннесоте, Калифорнии, Флориде и Огайо. Деятельность организации была настолько успешной, что к июню 1976 года 12 штатов имели действующие законы о запрете платных туалетов и комитет заявил о своем роспуске, объявив, что миссия, для которой он создавался, практически выполнена. К концу десятилетия платные туалеты почти полностью исчезли в США.